# Čmeliny
Čmeliny är en ort i Tjeckien.   Den ligger i regionen Plzeň, i den västra delen av landet, 90 km sydväst om huvudstaden Prag. Čmeliny ligger 452 meter över havet och antalet invånare är 125.
Terrängen runt Čmeliny är platt åt sydost, men åt nordväst är den kuperad. Čmeliny ligger nere i en dal.Runt Čmeliny är det ganska glesbefolkat, med 34 invånare per kvadratkilometer. Närmaste större samhälle är Nepomuk, 5,2 km väster om Čmeliny. Omgivningarna runt Čmeliny är en mosaik av jordbruksmark och naturlig växtlighet.